# Ohrsberg
Der Ohrsberg ist eine Erhebung in der Stadt Eberbach. Der 236,1 m ü. NHN hohe Umlaufberg des Neckars im Odenwald prägt das Eberbacher Stadtbild. Auf dem Gipfel befinden sich die Überreste der Burg Ohrsberg und der Ohrsbergturm.

## Geschichte
Der Ohrsberg war einst über eine Landbrücke mit dem Ledigsberg und dem Böserberg verbunden und wurde von einem Mäander des Neckars umflossen, der aus südöstlicher Richtung kam und nördlich um den Ohrsberg herum eine Schleife zog, um dann ein Massiv von Itterberg (Lage) und Hungerbuckel 
(Lage) zu umfließen. Vor ungefähr 1,5 Mio. Jahren durchbrach der Neckar bei einer damaligen Spiegelhöhe von etwa 170 Meter über NN zunächst den Schlingenhals des Hungerbuckel-Mäanders, vor ungefähr 800.000 Jahren bei einer Spiegelhöhe von 160 Meter über NN dann den Schlingenhals zwischen Ohrsberg und Ledigsberg. Westlich des Ohrsbergs suchte sich die Itter einen neuen Zulauf in den veränderten Neckarstrom, östlich des Ohrsbergs entstand ein trockenes Tal, das heute zum Teil vom Holderbach durchflossen wird, der jedoch in entgegengesetzter Richtung wie der frühere Neckarstrom fließt.
Auf dem Gipfelplateau des Ohrsbergs befindet sich ein doppelter Ringwall, der als Überrest einer mittelalterlichen Burg Ohrsberg interpretiert wird, jedoch bislang nur wenig erforscht wurde, so dass sich nichts über Aussehen und Funktion des Bauwerks im Zusammenhang mit der Stadt Eberbach und der nahen Burg Eberbach sagen lässt.
Die Altstadt von Eberbach liegt südlich des Ohrsbergs am Neckarufer. Der Ohrsberg ist heute aber komplett von der städtischen Bebauung Eberbachs umgeben, die auf allen Seiten unmittelbar bis an seine Hanglagen heranreicht. Am südlichen Hang des Ohrsbergs liegt der 1891 oberhalb des städtischen Friedhofs angelegte Jüdische Friedhof Eberbach.
Der Ohrsberg ist heute nahezu komplett bewaldet. Lediglich auf dem Gipfelplateau mit Ohrsbergturm und Sockel eines älteren Pavillons befindet sich eine kleine Rodungsfläche. Die Hänge des Ohrsbergs waren einst teilweise auch gerodet und wurden landwirtschaftlich genutzt. Auf einem der beiden Tempera-Gemälde des Malers J.G. Hermann aus Falkengesäß von 1828, die als älteste Darstellungen Eberbachs gelten, sind die unteren Hangbereiche des Ohrsbergs vollkommen gerodet und die westliche Hälfte der Kuppe ist nur locker von Bäumen bestanden, während die Osthälfte der Kuppe dicht bewaldet erscheint. Auf einer der ältesten Fotografien (vor 1872) ist dagegen insbesondere die Westhälfte bewaldet, während die östliche Hälfte des Berges frisch gerodet wirkt und nur einzelne freistehende Bäume erkennen lässt. Heute künden von der früheren Bewirtschaftung des Berges nur noch Terrassenanlagen und Reste von Hütten und Grundstücksbegrenzungen vor allem am Ost- und Südhang. Die landwirtschaftliche Nutzung beschränkt sich heute auf einige wenige Gartenparzellen am südwestlichen Ausläufer.

## Belege
1. ↑  Karten und Daten des Bundesamtes für Naturschutz (Hinweise)
2. ↑  Festschrift zur Feier des 750jährigen Bestehens der Stadt Eberbach im Jahre 1977, Eberbach 1977, S. 50/51.
3. ↑  Festschrift zur Feier des 750jährigen Bestehens der Stadt Eberbach im Jahre 1977, Eberbach 1977, S. 60/61.